# 拓殖大学北海道短期大学
拓殖大学北海道短期大学（たくしょくだいがくほっかいどうたんきだいがく、英語: Takushoku University Hokkaido Junior College）は、北海道深川市メム4558に本部を置く日本の私立大学。1966年創立、1966年大学設置。大学の略称は拓北短。

## 概観

### 大学全体
- 北海道深川市に所在する日本の私立短期大学で、設置主体は学校法人拓殖大学[1]。
- 1966年に北海道拓殖短期大学として設置された。当初は1学科体制だったが、増設により2学科。さらに2000年度より一時期3学科まで拡大するも、2010年代に再編により2学科、2025年度より1979年度以前と同じ農学系の1学科体制に戻ることとなる。

### 建学の精神（校訓・理念・学是）
- 拓殖大学北海道短期大学における建学の精神は「拓殖大学の伝統である開拓者精神を継承し、実践的な知識や技術と豊かな人間性を兼ね備えた、広く社会の発展に貢献できる有為な人材を育成することを目的とする」となっている。

### 教育および研究
- 保育学科では、学習の一環としてミュージカルが取り入れられている。これは企画から構成、実際の運営までを学生主体で行うもので、20年以上の歴史を持つ現在では、ミュージカル公演は広く市民にも受け入れられ、ミュージカルを目的に入学する学生もいるほどである。かつての農業経済科には、中学校教諭二級免許状（職業）も併設されていた[2]。

### 学風および特色
- 拓殖大学北海道短期大学は開学以来、地域の農業後継者の育成に実績を上げており、後継者不足に悩む日本の農業事情にあって多くの若手農業家を輩出している。

## 沿革
- 1966年
  - 1月25日 左記を以て文部省[注 2]より短期大学の設置が認可される。[3]
  - 4月1日 北海道拓殖短期大学（ほっかいどうたくしょくたんきだいがく）として以下の学科体制にて開学[注 3]。
    - 農業経済科[注 4] 入学定員100名

  - 5月1日 学生数[5]/定員
    - 農業経済科 107[注 5]/100
- 1967年
  - 農業経済科に第2部[注 6]水田経営コース、畑作園芸コース開設・第1回農業セミナー開催。
- 1969年
  - 拓殖保育専門学校を設置。
- 1980年
  - 1月8日 左記をもって以下の学科が設置認可される[6]。
    - 保育科 入学定員100名

  - 5月1日 学生数[7]/定員
    - 農業経済科 207[注 7]/200
    - 保育科 125[注釈 1]/100
- 1981年
  - 5月1日 学生数[8]/定員
    - 農業経済科 439[注 8]/200
    - 保育科 245[注 9]/200
- 1982年
  - 4月1日 農業経済科の入学定員を100→150に増員。[注 10]。
  - 5月1日 学生数[13]/定員
    - 農業経済科 390[注 11]/250
    - 保育科 125[注 12]/100
- 1984年
  - 保育科に幼児教育・社会福祉・幼児音楽コースを開設
- 1985年
  - 第1回ミュージカル上演。
- 1987年
  - 4月1日 保育科の入学定員を100→60に減員[注 13]
- 1987年
  - 5月1日 学生数[17]/定員
    - 農業経済科 483[注 14]/300
    - 保育科 115[注 15]/160
- 1990年
  - 4月1日 拓殖大学北海道短期大学に改称[18]。
  - 5月1日 学生数[19]/定員
    - 農業経済科 409[注 16]/300
    - 保育科 86[注 17]/120
- 1992年
  - キャンパスを移転。旧敷地と建物は譲渡され、クラーク記念国際高等学校が置かれている。
  - 5月1日 学生数[注 18]/定員
    - 農業経済科 406[注 19]/300
    - 保育科 135[注 20]/120
- 1995年
  - 第1回保育セミナー開催。
- 1997年
  - 農業経済科協同組合コースを情報・流通コースに名称変更。
- 1999年
  - 5月1日 学生数[22]/定員
    - 農業経済科 373[注 21]/300
    - 保育科 121[注 22]/120
- 2000年
  - 4月1日 この年度の入学生より、旧来の農業経済科を以下の学科に改組される[23]。
    - 環境農学科 入学定員80名[注釈 2]
    - 経営経済科 入学定員150名[注釈 2]

  - 同 保育科の入学定員を60→50に減員[23]。
- 2002年
  - 3月31日 以下の学科・専攻については左記をもって正式に廃止とする[25]。
    - 農業経済科

  - 同 経営経済科を政経コース、情報ネットワークコース、地域デザインコースの3コース体制とする。
- 2003年
  - 環境農学科を環境農学コース、新規就農コースに変更する。
- 2004年
  - 保育科社会福祉コース学生募集停止、表現教育コースを開設,経営経済科地域デザインコースをアウトドアビジネスコースに名称変更。
- 2005年
  - 4月1日 学科の入学定員を以下の通り変更する[26]。
    - 環境農学科 80→70
    - 保育科 50→60
- 2009年
  - 環境農学科「花園芸コース」新設。
- 2013年
  - 4月1日 以下の学科については、この年度で学生募集を最終とする[注 23]。
    - 環境農学科
    - 経営経済科
- 2014年
  - 4月1日 この年度の入学生より、環境農学科に経営経済科を統合し、以下の学科に再編される[27]。
    - 農学ビジネス学科 入学定員150名

  - 同 保育科を保育学科に改称し、入学定員を60→80に増員[27]。
- 2015年
  - 4月1日 以下の学科・専攻については左記をもって正式に廃止とする[28]。
    - 環境農学科
- 2016年
  - 4月1日 以下の学科・専攻については左記をもって正式に廃止とする[29]。
    - 経営経済科
- 2020年
  - 4月1日 学科の入学定員を以下の通り変更する[30]。
    - 農学ビジネス学科 150→170
    - 保育学科 80→60
- 2024年
  - 4月1日 以下の学科については、この年度で学生募集を最終とする[注 24]
    - 保育学科
- 2026年
  - 4月1日 農学ビジネス学科の募集を停止[32]。在学生が卒業次第、閉学予定。

## 基礎データ

### 所在地
- 北海道深川市メム4558

### 交通アクセス

#### バス
- 空知中央バス「深川西高前」停留所で下車、徒歩約5分。

#### タクシー
- 深川駅より約15分。

### 象徴
- 拓殖大学北海道短期大学のカレッジマークは拓殖大学と同じものを使用している[注 25]。
- 「人種の色と地の境、我が立つ前に差別なし」拓殖大学、第一高等学校と同じ校歌。

## 教育および研究

### 組織

#### 学科
- 農業ビジネス学科 入学定員170名[1]
  - 環境農学コース
  - 地域振興ビジネスコース
- 保育学科 入学定員60名[1]
  - 造形表現コース
  - 身体表現コース
  - 幼児音楽教育コース

#### 過去にあった学科
- 農業経済科第二部[注 26]
- 環境農学科 入学定員70名[注釈 3]
- 経営経済科 入学定員150名[注釈 3]

#### 設置計画のあった学科
- 農業土木科[37]

#### 専攻科
- なし

#### 別科
- なし

##### 取得資格について
- 保育士資格・幼稚園教諭二種免許状が保育学科にて取得できる。

#### 附属機関
- 新規就農サポートセンター

### 研究
- 『拓殖大学北海道短期大学研究紀要』[38]
- 『北海道拓殖短期大学論集』[39]

### 教育
- 現代的教育ニーズ取組支援プログラム
  - 新規就農支援による地域の活性化：2004年度採択

## 学生生活

### 部活動・クラブ活動・サークル活動
- 拓殖大学北海道短期大学のクラブ活動
  - 体育系：硬式野球・男子バスケットボール・女子バスケットボール・硬式テニス・バドミントン・男子バレーボール・女子バレーボール・サッカー・陸上同好会・フリースタイルスキー&スノーボード・拓大ダンスほか
  - 文化系：茶道・軽音楽・ハンドベル・写真・深川を歩く会・かたつむり・ビリヤード・写真・食農研究会・英語日本語検定・モノクロ・吹奏楽・マンガ研究同好会ほか
  - その他、「学生自治会」・「大学祭実行委員会」・「新聞局」・「卒業アルバム委員会」といった学生諸団体も設けられている。

### 学園祭
- 拓殖大学北海道短期大学の学園祭は「黎明祭」と呼ばれ、毎年6月下旬～7月上旬の週末に開催されている。学生による模擬店などのほか、プチ・ミュージカルや最終日の花火大会など、地方の短期大学の学園祭としては、活気ある内容となっている。

### スポーツ
- カーリングが4部リーグに所属。
- 硬式野球部が、全道大会に出場している。
- サッカー部が、春季社会人Ⅰ部で優勝している。
- バスケットボール部が、「全国私立短期大学大会」で準優勝している。
- スキー部が、かつてインカレ4部で優勝している。2003年より3部へ昇格。

## 大学関係者と出身者

### 大学関係者
- 田辺勝正：初代学長
- 和田敏雄：2代学長
- 田口啓作：5代学長
- 岡村俊民：7代学長
- 細貝大次郎：8代学長
- 小林末男：9代学長
- 石川武：10代学長
- 草原克豪：11代学長
- 篠塚徹：12代学長
- 相馬暁 - 元農業学科長、教授、農学博士

### 出身者
- 入沢大聖 - 元タレント - 拓殖大学経済学部卒業
- 沖本達也 - 芸人（ワンダラーズ）
- きょどり親方 - 芸人
- 保永昇男 - 元プロレスラー
- 北猛俊 - 富良野市市長
- 福田玄 - 衆議院議員
- 東野秀樹 - 参議院議員

## 施設

### キャンパス
- キャンパスの総面積は約160,000m2で、この広さは東京ドームのグラウンド凡そ12個分の広さに相当する。学内にある諸施設を一部紹介する。
  - 学内農場：校舎に隣接する敷地、約4ヘクタールを学生の実習用農地として持つ。
  - ログハウス：キャンパス内に大学OBの寄付によるログハウスが建つ。主に学生の研修、交流施設として使用されている。
  - スノークリスタルホール：雪の結晶をモチーフに造られた大講義室となっており、主として講演会場として利用される。
  - 図書館：所蔵資料数は(平成31年3月31日現在)98,815冊

### 寮
- 拓殖大学北海道短期大学には、指定学生寮は特になく、アパートの斡旋がある。

## 対外関係

### 系列校
- 拓殖大学

## 社会との関わり
- 高大連携教育協定を次の3校と結んでいる。
  - 北海道深川東高等学校
  - 北海道上川高等学校
  - 北海道沼田高等学校

## 卒業後の進路について

### 編入学・進学実績
- 系列の拓殖大学以外では以下の実績がある。
  - 地域振興ビジネスコース：東北大学・信州大学・旭川大学・札幌大学・北海学園大学・敬愛大学・明治大学・中央大学・玉川大学・駒澤大学・東京経済大学・東洋大学ほか
  - 環境農学コース：帯広畜産大学・北海道大学・秋田県立大学・酪農学園大学・東京農業大学ほか
  - 造形表現コース・身体表現コース・幼児音楽教育コース：北翔大学・日本福祉大学・國學院短期大学専攻科ほか